# 별이 내리기 전에
《별이 내리기 전에》(星が降る前に)는 강지영의 미니 앨범이다.

## 개요
- "星が降る前に"는 이와이 슌지 감독과 컬래버레이션한 곡으로 이와이 슌지 감독이 작사, 뮤직비디오 감독 및 프로듀싱을 맡았다. 2018년 3월 28일에 발매되었으며 완전 생산 한정 기획 EP로 출시되었다.

- "星が降る前に"라는 공통의 가사를 바탕으로 5명의 프로듀서가 곡을 제작했다.

- LP 사이즈 자켓 / CD + DVD + 호화 소책자 + 오리지날 토트 백이 구성되어 있다.
- DVD에는 '이와이 슌지' 감독의 Music Video + 'KIT KAT' 캠페인 동영상이 담겨있다.

## 트랙 리스트
1. 星が降る前に  (prod by 岩井俊二 (이와이 슌지))
2. 星が降る前に  (prod by 亀田誠治 (카메다 세이지))
3. 星が降る前に  (prod by Seiho)
4. 星が降る前に  (prod by Monjoe(from DATS./yahyel))
5. 星が降る前に  (prod by 山本加津彦 (야마모토 카츠히코))